# Mario Roatta
Mario Giuseppe Leon Roatta (Modena, 2 febbraio 1887 – Roma, 6 gennaio 1968) è stato un generale e agente segreto italiano.

## Biografia

### Le origini e l'ingresso nel Regio Esercito
Nacque a Modena il 2 febbraio 1887 da Giovan Battista Roatta e da Maria Antonietta Richard. Il padre, originario del cuneese, era capitano del Regio Esercito. Nel 1904 entrò come allievo all'accademia militare di Modena. Appena diciannovenne, nel 1906, divenne sottotenente presso il 26° reggimento di fanteria a Torino; tre anni dopo ottenne i gradi di tenente. Dopo aver frequentato la scuola di guerra dell'esercito nella città piemontese, fu trasferito con il grado di capitano allo stato maggiore dell'esercito.

### La prima guerra mondiale e la guerra civile spagnola
Durante la prima guerra mondiale combatté sia sul fronte francese sia su quello italiano; fu promosso nel 1917 a tenente colonnello, e decorato con tre medaglie d'argento al valor militare. Nel primo dopoguerra fu addetto militare presso le ambasciate italiane a Varsavia (1927-1931, con competenza su Riga, Tallinn e Helsinki). Nel 1930 fu promosso colonnello.
A Varsavia, sempre all'inizio del 1930, Roatta compì un'analisi dei concetti di impiego tattico dello stato maggiore francese, entrando in contatto con gli ufficiali superiori francesi che dirigevano la scuola di guerra polacca. Dopo un periodo al comando dell'84º Reggimento "Venezia" dal 15 dicembre 1930 al 1º luglio 1933, nel 1934 divenne capo del Servizio Informazioni Militari, e vi rimase fino all'agosto 1939, anche se solo sul piano formale, poiché dal 1936 fu nominato comandante del Corpo Truppe Volontarie (CTV) italiane nella guerra civile spagnola, al fianco delle truppe golpiste guidate da Franco.
In questa spedizione rivestì un ruolo di discreta rilevanza, soprattutto dopo che rimase ferito a un braccio durante l'attacco a Malaga, che concluse con una vittoria e con la cattura di circa 10 000 prigionieri repubblicani; in seguito Roatta divenne generale di brigata. Nel marzo del 1937 subì una dura sconfitta a Guadalajara contro la XII Brigata internazionale, comprendente il Battaglione Garibaldi, formato quasi prevalentemente da volontari italiani antifascisti. Poco tempo dopo il suo ruolo fu ridimensionato e il comando dei volontari fu assunto dal generale Ettore Bastico.
Mentre Roatta era impegnato al comando della spedizione in Spagna, il controllo effettivo del SIM era passato nelle mani del colonnello Paolo Angioy. Secondo risultanze giudiziarie, Roatta insieme con Angioy, il colonnello Santo Emanuele e il maggiore Roberto Navale, sarebbe stato l'ideatore del piano per uccidere i fratelli Rosselli, assassinati in Francia nel 1937.

### La seconda guerra mondiale e l'operato in Jugoslavia
Nominato addetto militare a Berlino dal luglio al novembre 1939 seguì, con questa veste, la crisi di Danzica e lo scoppio della seconda guerra mondiale.
Sempre da Berlino, ebbe competenza anche su Svezia, Danimarca, Finlandia e Lituania, e redasse quindi importanti e dettagliati rapporti sull'apparato militare degli Stati baltici a poche settimane dall'invasione sovietica. In un altro rapporto dell'ottobre, mise in evidenza i positivi risultati delle truppe corazzate e meccanizzate della Wehrmacht.
Tornato in Italia fu nominato sottocapo di stato maggiore nel 1940. Con questo incarico riuscì a eludere i tedeschi nella preparazione dei piani di attacco a sorpresa della Grecia. Dal 24 marzo 1941 fino al 19 gennaio 1942 fu capo di stato maggiore dell'Esercito Italiano. In qualità di comandante dell'esercito italiano nella provincia di Lubiana, il 1º marzo 1942 emanò la "Circolare 3C", che equivalse a una dichiarazione di guerra contro la popolazione slovena civile. Le disposizioni del generale Mario Roatta erano del tutto simili a quelle impartite dai comandanti tedeschi: rappresaglie, incendi di case e villaggi, esecuzioni sommarie, raccolta e uccisione di ostaggi, internamenti nel campo di concentramento di Arbe e nel campo di concentramento di Gonars.
Il 20 gennaio 1942 venne nominato comandante della 2ª Armata in Croazia dove ordinò nella guerra partigiana di "...applicare le sue disposizioni senza false pietà", dando così inizio a una vera e propria azione di terrore contro i civili che davano supporto logistico alle bande partigiane. Applicando la circolare 3C dove si diceva di applicare il criterio della testa per dente, vennero devastati numerosi villaggi.
Il generale Roatta emanò inoltre anche ordini espliciti: "(...) Se necessario, non rifuggire da usare crudeltà. Deve essere una pulizia completa. Abbiamo bisogno di internare tutti gli abitanti e mettere le famiglie italiane al loro posto", "(…) l'internamento può essere esteso… sino allo sgombero di intere regioni, come ad esempio la Slovenia. In questo caso si tratterebbe di trasferire, al completo, masse ragguardevoli di popolazione… e di sostituirle in loco con popolazioni italiane".

### Il ruolo nel salvataggio degli ebrei in Dalmazia
La Germania nel 1942 aveva richiesto all'Italia la consegna degli ebrei che erano stati isolati e in parte già internati in apposite strutture delle zone occupate, soprattutto della Dalmazia. L'iniziale risposta di Mussolini era stata accondiscendente, tuttavia alle assicurazioni del Duce non seguivano fatti coerenti delle amministrazioni periferiche. Peraltro, il Vaticano si muoveva con monsignor Montini (in seguito papa Paolo VI) e altri alti prelati per scongiurare l'ipotesi, sebbene solo nel novembre dello stesso anno il segretario di Stato pontificio chiese formalmente all'ambasciatore d'Italia presso la Santa Sede Raffaele Guariglia di non procedere alla consegna. La richiesta faceva seguito a trattative localmente intessute dal vescovo di Trieste e Capodistria Antonio Santin, che aveva avviato un carteggio con Roatta, comandante della 2ª Armata e responsabile della forza di occupazione italiana; in questi scambi Roatta aveva promesso che, se pure non poteva trasferire gli ebrei in Italia, comunque poteva trattenerli nella zona occupata.
In realtà, intanto l'ordine di Mussolini aveva formalmente e ufficialmente solo scopi di identificazione, nonché il proposito di rendere alle autorità croate quelli che fossero stati riconosciuti cittadini croati. Incominciarono dunque a pervenire a Roma diversi pareri di autorità italiane che sconsigliavano di aderire alla richiesta dell'alleato germanico: il generale dei Carabinieri Giuseppe Pièche comunicò che la sorte dei deportati cominciava a essere nota presso le truppe, provocando malcontento, mentre serbi e musulmani si affidavano al tricolore temendo che la sorte potesse volgere anche a loro pericolo. Il governatore della Dalmazia Giuseppe Bastianini era poco dopo andato nella Capitale a esprimere le stesse perplessità. A distanza di solo qualche giorno, andò a Roma anche Roatta, per il quale l'eventuale consegna avrebbe provocato irritazione nella popolazione locale, agitazione della minoranza serba e grave complicazione delle attività di controllo; tutto ciò mentre negli alti gradi militari e diplomatici serpeggiava autonoma insofferenza per l'ingerenza tedesca in sfere di esclusiva competenza nazionale.
C'erano naturalmente anche diffuse contrarietà limpidamente basate su questioni umanitarie; a ogni modo si sviluppò un ostruzionismo che si nutriva di cavilli evasivi ed espedienti burocratici, che ritardava ogni giorno di più la consegna, sino a che nel 1943 Mussolini, messo alle strette dai tedeschi, sentiti i responsabili italiani delle aree coinvolte, fra cui anche Roatta, negò definitivamente la consegna.
La 2ª Armata decise in più occasioni di proteggere i villaggi serbi e la popolazione ortodossa dai massacri croati. Bande di cetnici furono persino armate dagli italiani e inquadrate come forze ausiliarie. Analoghe testimonianze provengono dagli archivi tedeschi i quali sostengono che le truppe al comando di Roatta si interposero spesso tra gli ustascia e le comunità in pericolo. Ciò nonostante truppe italiane, dietro suo ordine diretto o raccomandazione generale, fucilarono prigionieri partigiani, rifiutarono la resa ad alcuni reparti della resistenza iugoslava, applicarono le rappresaglie, prelevarono ostaggi tra la popolazione civile, e fecero terra bruciata dei borghi sospettati di dare rifugio ai partigiani. Spesso senza nessuna motivazione plausibile. Gli stessi nazisti criticarono i metodi troppo drastici che applicava il generale Roatta con la sua Armata nei territori italiani. In un bollettino, Roatta specificava: "Non occhio per occhio e dente per dente! Piuttosto una testa per ogni dente".
Il 5 febbraio 1943, Roatta venne posto al comando della 6ª Armata in Sicilia, mentre il 1º giugno venne nuovamente nominato Capo di Stato Maggiore dell'Esercito oltre che comandante delle forze armate della Sicilia (lo resterà fino al 18 novembre 1943).

### L'armistizio di Cassibile e il ruolo nel governo Badoglio
Con l'insediamento del governo Badoglio I, Roatta conservò la carica di Capo di stato maggiore dell'esercito. Questi diede l'ordine di reprimere le manifestazioni inneggianti la fine del regime fascista, attraverso la cosiddetta "circolare Roatta" emanata il 26 luglio 1943 in cui si dava ordine alle forze armate e alle forze dell'ordine di intervenire, anche con la forza, nella repressione di ogni manifestazione.
(La circolare diffusa da Roatta)
Secondo diversi autori, sarebbe stato in seguito a questi ordini di Roatta che nei cinque giorni successivi al 25 luglio 1943 si ebbero, negli scontri, 93 morti, 536 feriti e 2 276 arresti.
Dopo il 25 luglio, Roatta occupò un ruolo molto influente, essendo membro del Consiglio della Corona, presieduto dal sovrano, cui erano deputate le decisioni politiche più importanti; di tale organismo facevano anche parte il maresciallo Badoglio, il Capo di Stato Maggiore generale Vittorio Ambrosio e il comandante dei servizi segreti Giacomo Carboni, in ruoli paritari e subordinati al re. Fu il Consiglio della Corona e non il governo, il 7 agosto 1943, che approvò, a maggioranza di due terzi, la decisione di uscire dalla guerra.
Il 1º settembre 1943 in una riunione "allargata" del Consiglio della Corona, cui parteciparono anche il Ministro degli Esteri Raffaele Guariglia, il generale Giuseppe Castellano e il Ministro della Real Casa Pietro d'Acquarone, in rappresentanza del re inspiegabilmente assente, fu accettato l'armistizio con le forze anglo-americane che, due giorni dopo, a Cassibile, venne formalmente sottoscritto.
Fu Roatta a firmare la memoria OP 44, elaborata per le Forze Armate sin dalla fine di agosto dal generale Ambrosio e dallo Stato maggiore dell'esercito e posta a conoscenza dei Comandanti di armata tra il 2 e il 5 settembre 1943. In tale circolare si ordinava "di interrompere a qualunque costo, anche con attacchi in forze ai reparti armati di protezione, le ferrovie e le principali rotabili alpine" e di "agire con grandi unità o raggruppamenti mobili contro le truppe tedesche". La circolare op. 44 ne ricalcava una del precedente 10 agosto, ma la sua attuazione era condizionata a ordini successivi. Inoltre, il documento cartaceo della circolare op. 44 doveva essere distrutto col fuoco immediatamente dopo la notifica.
Nella notte fra l'8 e il 9 settembre, dopo l'annuncio del maresciallo Badoglio dell'avvenuta stipula dell'armistizio con le forze alleate, Ambrosio e Roatta ritennero che l'ordine alle Forze Armate di attuazione dalla circolare op. 44 dovesse essere firmato dal maresciallo Badoglio, ma non riuscirono a rintracciarlo in tempo utile. Di conseguenza, le Forze Armate italiane rimasero senza ordini efficaci di fronte all'avanzare dell'esercito tedesco.
Alle ore 5:15 del 9 settembre, a battaglia in corso e all'insaputa del suo superiore Vittorio Ambrosio, il generale Roatta impartì al generale subordinato Giacomo Carboni, comandante del Corpo d'Armata Motocorazzato posto a difesa di Roma, l'ordine di spostare su Tivoli la 135ª Divisione corazzata "Ariete II" e la 10ª Divisione fanteria "Piave" e di disporvi una linea di fronte escludente la difesa della capitale. Roatta informò inoltre Carboni che a Tivoli avrebbe ricevuto ulteriori ordini dallo Stato Maggiore che si sarebbe provvisoriamente insediato a Carsoli. Poco dopo, Roatta lasciò Roma, accodandosi al convoglio di autovetture con a bordo Vittorio Emanuele III e la sua famiglia, il Primo ministro maresciallo Badoglio, il Capo di Stato maggiore Ambrosio e i ministri militari (tranne il generale Antonio Sorice), diretto alla volta di Pescara, per poi imbarcarsi a Ortona sulla corvetta Baionetta, che portò tutti nelle retrovie alleate del Sud Italia.

### Il processo per la mancata difesa di Roma
Alcuni mesi dopo, Roatta fu accusato per la mancata difesa di Roma che era stata rapidamente occupata dalla Wehrmacht tedesca. Il 12 novembre 1943, venne destituito da ogni incarico.
Nel corso delle indagini della Commissione d'inchiesta, il 16 novembre 1944, Roatta fu arrestato. La commissione gli attribuirà responsabilità riguardanti anche la disfatta dell'8 settembre nel suo complesso.
Poi, nel 1945, fu chiamato in giudizio dall'Alto commissariato per le sanzioni contro il fascismo per l'omicidio dei fratelli Rosselli.

### Le responsabilità per crimini di guerra
Dopo la fine della guerra, la Repubblica Socialista di Jugoslavia aveva richiesto l'estradizione di Roatta per poterlo sottoporre a processo come criminale di guerra. Le accuse mosse al generale erano:
- l'aver proceduto, su ordine di Benito Mussolini, allo sterminio del popolo sloveno;
- di essere principale responsabile, nella sola provincia di Lubiana, della fucilazione di circa 1 000 ostaggi, dell'uccisione proditoria di 8 000 persone, dell'incendio di 3 000 case, dell'internamento di 35 000 persone, della distruzione di 800 villaggi, della morte per fame nel campo di concentramento di Arbe di 4 500 persone;
- di aver infranto disposizioni della Convenzione internazionale dell'Aja relativa ai prigionieri, ai feriti e agli ospedali;
- di aver disposto la fucilazione di partigiani fatti prigionieri e di ostaggi, dell'aver internato i componenti di intere famiglie e villaggi e di aver consegnato civili in massa ai tribunali militari;
- di aver disposto che i civili fossero ritenuti responsabili di tutti gli atti di sabotaggio commessi nelle vicinanze della loro abitazione e che per rappresaglia si potesse sequestrare il loro patrimonio, distruggere le loro case e procedere al loro internamento;
- di aver disposto la consegna, ai tribunali militari, di partigiani feriti in cattività, di donne e uomini inferiori ai 18 anni, e di aver fucilato sul posto tutti gli altri partigiani caduti prigionieri.[22]

Mentre le responsabilità morali e oggettive a lui imputate dall'Italia sono:
- l'aver messo a disposizione del regime fascista uno strumento militare, qual era il Servizio Informazioni MilitareI, per la caccia ed eliminazione dei capi antifascisti, sviandolo dai suoi compiti istituzionali;
- il non avere infine saputo affrontare con responsabilità e capacità di comando i difficili momenti che sono andati dal 25 luglio all'8 settembre 1943, compresa la mancata difesa di Roma.

### L'evasione e la latitanza in Spagna
Il 4 marzo 1945, alla vigilia del giorno previsto per il deposito delle conclusioni della commissione d'inchiesta per le attività del SIM e il caso Rosselli, Roatta evase dall'ospedale militare presso il Liceo Virgilio, probabilmente grazie alla complicità del servizio segreto britannico e del generale Taddeo Orlando, comandante generale dell'Arma. già subalterno di Roatta in Croazia. Raggiunse prima il Vaticano e poi, con la moglie, la Spagna, dove fu protetto dal regime di Francisco Franco. Immediata fu la reazione delle forze politiche (Giuseppe Saragat scrisse che "il suo silenzio era d'oro per molte persone"), che accusarono gli ambienti dell'esercito di proteggere i fascisti. Il giorno successivo il generale Orlando fu destituito.

### La condanna in contumacia e la morte
La settimana dopo la fuga, fu condannato all'ergastolo in contumacia nel giudizio di primo grado. Al termine dell'iter giudiziario fu prosciolto e la sentenza annullata dalla Corte di cassazione nel 1948. Il generale ritornò dalla Spagna solo nel 1966 e morì a Roma il 6 gennaio 1968.

## Procedimenti giudiziari

### La mancata difesa di Roma
Per quanto riguarda la mancata difesa di Roma, fu assolto da ogni accusa il 19 febbraio 1949, mentre non fu dato corso all'estradizione richiesta dal governo jugoslavo in quanto quest'ultimo dal 1948 rinunciò a richiedere l'estradizione dei criminali di guerra italiani. Roatta poté giovarsi della cosiddetta "amnistia Togliatti" intervenuta il 22 giugno 1946, e di quella definitiva del 18 settembre 1953 proposta dal guardasigilli Antonio Azara per tutti i reati politici commessi entro il 18 giugno 1948.

### Omicidio dei fratelli Rosselli
Va osservato che le accuse circa la responsabilità del delitto dei fratelli Rosselli presero forma in modo un po' animato, in quanto dopo la guerra il colonnello Santo Emanuele sua sponte si presentò a Mario Berlinguer, Alto Commissario che (istituzionalmente) indagava sul Servizio informazioni militare (SIM), indicando il generale Paolo Angioy come mandante; "prodigiosamente" apparve subito, però, documentazione che pareva escludere l'estraneità dello stesso Emanuele, il quale allora ripiegò implicando Roatta in altri eventi come il regicidio di Alessandro I di Jugoslavia e altri. Fu processato insieme con Filippo Anfuso (capo di gabinetto del ministro degli Esteri Galeazzo Ciano).

## Opere
Roatta scrisse un memoriale difensivo: Sciacalli addosso al SIM (Roma 1955).
A settembre 2017 Mursia ha incominciato la pubblicazione dei diari di Roatta. Il primo volume è Diario. 6 settembre-31 dicembre 1943, a cura di Francesco Fochetti.
Al curatore del volume si deve il ritrovamento dell'intero archivio delle carte di Roatta che è stato riconosciuto essere "di notevole interesse storico".